# Бондаренко Олександр Іванович
Олександр Іванович Бондаренко (9 вересня 1922, село Слободище, тепер Гайсинського району Вінницької області — 20 серпня 1997, місто Казань, Татарстан, Російська Федерація) — радянський діяч, голова Казанського міськвиконкому. Депутат Верховної ради РРФСР 7—10-го скликань.

## Життєпис
Дата народження Олександра Бондаренка в офіційних документах та в особовій справі — 17 липня 1920 року (Бондаренко при вступі до залізничного технікуму додав собі два роки, бо туди приймали лише з шістнадцятирічного віку).
У 1940 році закінчив Київський технікум експлуатації залізниць. З 1940 по 1941 рік працював черговим на залізничній станції.
У 1941—1942 роках брав участь у німецько-радянській війні, служив на Карельському фронті. У червні 1942 року був демобілізований із армії через поранення для роботи на залізничному транспорті.
У 1943—1948 роках навчався у Ленінградському інституті інженерів залізничного транспорту. Член ВКП(б).
У 1948—1955 роках — заступник начальника залізничної станції Муром, начальник технічного відділу служби руху Казанського відділення Горьковської залізниці.
У 1955—1957 роках — секретар партійної організації Казанського відділення Горьковської залізниці.
У 1957—1959 роках — 2-й секретар Бауманського районного комітету КПРС міста Казані.
У 1959—1961 роках — завідувач промислово-транспортного відділу Казанського міського комітету КПРС.
У 1961—1962 роках — 1-й секретар Приволзького районного комітету КПРС міста Казані.
З 1962 по березень 1965 року — 2-й секретар Казанського міського комітету КПРС Татарської АРСР.
20 березня 1965 — січень 1985 року — голова виконавчого комітету Казанської міської ради депутатів трудящих.
З 1985 року — на пенсії. Помер 20 серпня 1997 року в місті Казані, похований на Арському цвинтарі.
Ім'ям Бондаренка названо вулицю у Ново-Савіновському та Московському районах міста Казані.

## Нагороди
- орден Жовтневої Революції
- орден Вітчизняної війни ІІ ст.
- три ордени Трудового Червоного Прапора
- медалі